# Campeonato Baiano Segunda Divisão
Il Campeonato Baiano Segunda Divisão è il secondo livello calcistico nello stato di Bahia, in Brasile.

## Stagione 2023
- Colo Colo (Ilhéus)
- Fluminense de Feira (Feira de Santana)
- Galícia (Salvador)
- Grapiúna (Itabuna)
- Jacobina (Jacobina)
- Jequié (Jequié)
- Juazeiro (Juazeiro)
- Leônico (Salvador)
- UNIRB (Alagoinhas)
- Vitória da Conquista (Vitória da Conquista)

## Albo d'oro
| Anno | Campione (città)                            |
| ---- | ------------------------------------------- |
| 1922 | Auto Bahia (Salvador)                       |
| 1923 | Yankee (Salvador)                           |
| 1935 | São Pedro (Salvador)                        |
| 1936 | Energia Circular (Salvador)                 |
| 1937 | Energia Circular (Salvador)                 |
| 1939 | Guarany (Salvador)                          |
| 1940 | Energia Circular (Salvador)                 |
| 1941 | Bragança (Salvador)                         |
| 1965 | Redenção (Salvador)                         |
| 1967 | Internacional (São Francisco do Conde)      |
| 1968 | Redenção (Salvador)                         |
| 1969 | SMTC (Salvador)                             |
| 1971 | Palestra (Salvador)                         |
| 1975 | Redenção (Salvador)                         |
| 1977 | ABB (Salvador)                              |
| 1981 | Botafogo EC (Santo Amaro)                   |
| 1982 | Bahia de Feira (Feira de Santana)           |
| 1983 | Ypiranga (Salvador)                         |
| 1984 | ABB (Salvador)                              |
| 1985 | Galícia (Salvador)                          |
| 1986 | Bahia de Feira (Feira de Santana)           |
| 1987 | Atlanta (Jequié)                            |
| 1988 | Galícia (Salvador)                          |
| 1989 | Jacuipense (Riachão do Jacuípe)             |
| 1990 | Ypiranga (Salvador)                         |
| 1991 | Camaçari (Camaçari)                         |
| 1992 | Jequié (Jequié)                             |
| 1993 | Poções (Poções)                             |
| 1994 | Conquista (Vitória da Conquista)            |
| 1995 | São Francisco (São Francisco do Conde)      |
| 1996 | Juazeiro (Juazeiro)                         |
| 1997 | Camaçari (Camaçari)                         |
| 1998 | Cruzeiro (Cruz das Almas)                   |
| 1999 | Colo Colo (Ilhéus)                          |
| 2000 | Barreiras (Barreiras)                       |
| 2001 | Palmeiras Nordeste (Feira de Santana)       |
| 2002 | Itabuna (Itabuna)                           |
| 2003 | Camaçariense (Camaçari)                     |
| 2004 | Ipitanga (Lauro de Freitas)                 |
| 2006 | Vitória da Conquista (Vitória da Conquista) |
| 2007 | Feirense (Feira de Santana)                 |
| 2008 | Madre de Deus (Madre de Deus)               |
| 2009 | Bahia de Feira (Feira de Santana)           |
| 2010 | Juazeiro (Juazeiro)                         |
| 2011 | Juazeirense (Juazeiro)                      |
| 2012 | Botafogo SC (Salvador)                      |
| 2013 | Galícia (Salvador)                          |
| 2014 | Colo Colo (Ilhéus)                          |
| 2015 | Flamengo de Guanambi (Guanambi)             |
| 2016 | Atlântico (Lauro de Freitas)                |
| 2017 | Jequié (Jequié)                             |
| 2018 | Atlético de Alagoinhas (Alagoinhas)         |
| 2019 | Doce Mel (Ipiaú)                            |
| 2020 | UNIRB (Alagoinhas)                          |
| 2021 | Barcelona-BA (Ilhéus)                       |
| 2022 | Itabuna (Itabuna)                           |
| 2023 | Jequié (Jequié)                             |

## Campeonato Baiano Terceira Divisão
| Anno | Campione (città)         |
| ---- | ------------------------ |
| 2000 | Itapetinga (Itapetinga)  |
| 2012 | Astro (Feira de Santana) |